# Kibocsátókapcsolt logika

Motorola ECL kapu áramköri diagramja (1972). A Q5 és Q6 kibocsátók a kimenethez csatlakoznak.

A kibocsátókapcsolt logika, másként emittercsatolt vagy emitterkapcsolt logika (angolul: emitter-coupled logic, ECL) nagy sebességű integrált áramkörös, bipoláris tranzisztoros logika. Bipoláris csatlakozási tranzisztoros differenciálerősítőt használ egyvégű bemenettel és korlátozott kimeneti árammal a teljes bekapcsolás és a lassú kikapcsolás elkerüléséért. Mivel a kibocsátókapcsolt pár két kapcsolata közt folyik az áram, helyenként áramirányító (CSL), árammódos (CML) vagy áramváltó kibocsátó-követő (CSEF) logikának nevezik.
Az ECL-ben a tranzisztorok sosem telítettek, a be- és kimeneti feszültségek eltérése kicsi (0,8 V), magas a be-, alacsony a kimeneti impedancia, így a tranzisztorok gyorsan váltanak állapotot, a kapukésleltetés alacsony, a fanout magas. Ezenkívül a differenciálerősítők állandó fogyasztása csökkenti a késéseket és hibákat, a komplementer kimenetek csökkentik az áramkör terjedési idejét az inverterszám csökkentésével.
Az ECL fő hátránya, hogy a kapuk folyamatosan fogyasztanak, így sokkal több áramot igényel más logikáknál, különösen tétlen állapotban.
Az ECL FET-ekből lévő megfelelője a forráskapcsolt logika (SCFL).
Az ECL differenciált jelutakkal és bemenetekkel rendelkező változata a differenciált áramváltó (DCS) logika.

## Története

Yourke áramváltója (1955 körül)

Az ECL-t 1956 augusztusában találta fel Hannon S. Yourke. Eredetileg áramirányító logikának nevezték, és az Stretch, az IBM 7090 és az IBM 7094 használták. Az e logikát használó áramkört árammódos áramkörnek is nevezték. Az IBM 306/91 ASLT áramkörei is használták.
Yourke áramváltója eltérő be- és kimeneti logikai szintekkel rendelkező differenciálerősítő volt. „Árammódban azonban a kimeneti jel referenciaszintjei a bemenetiéitől eltérnek”. Yourke áramkörében a referenciaszintek 3 V-tal tértek el. Így két komplementer változat volt használatos: egy NPN és egy PNP változat. Az NPN kimenet PNP bemenetekhez csatlakozhatott, és fordítva. „Hátrány, hogy több eltérő áramforrás-feszültség, illetve PNP és NPN tranzisztorok egyaránt kellenek”.
Váltakozó NPN és PNP szakaszok helyett egy másik kapcsolási módszer Zener-diódákat és ellenállásokat használt a kimeneti szintek bemenetiek felé való eltolásához.
Az 1960-as évek elejétől az ECL áramköröket monolitikus integrált áramkörökre tervezték, és a logikai műveleteket végző differenciálerősítős bemeneti szakaszból, valamint a kimeneteket működtető, a kimeneti feszültségeket a bemenetiekkel való kompatibilitáshoz alakító kibocsátó-követő szakaszból állt. A kibocsátó-követő szakasz használható volt vezetékes logikához is.
A Motorola 1962-ben mutatta be első digitális monolitikus integrált áramkörét, a MECL I-et. Később számos továbbfejlesztett sorozat jelent meg: 1966-ban a MECL II, 1971-ben az 1 ns terjedési idejű, 300 MHz flip-flop váltási sebességű MECL III 1968-ban, az alacsonyabb fogyasztású és irányított élsebességű 10 000 sorozat. A MECL 10H sorozat 1981-ben jelent meg. A Fairchild 1982-ben mutatta be az F100K családot.
Az ECLinPS („ECL in picoseconds”) sorozat 1987-ben jelent meg. Kapukésleltetési ideje 500 ps, flip-flop váltási frekvenciája 1,1 GHz volt. Ennek tagjai több forrásból elérhetők, például az Arizona Microtektől, a Micreltől, a National Semiconductortől és az ON Semiconductortől.
Az ECL nagy fogyasztása miatt jellemzően olyan területeken volt alkalmazva, ahol fontos volt a sebesség. A korábbi felső kategóriás nagyszámítógépek, például az Enterprise System/9000 ECL-t használtak, ahogy a Cray-1 és az első generációs Amdahl gépek is (a jelenlegi IBM gépek CMOS-t használnak).) 1975-től a Digital Equipment Corporation legnagyobb teljesítményű processzorai, például a KL10, a VAX 8000 és a VAX 9000 többchipes ECL CPU-kon alapultak. 1991-ben megjelent a VAX 9000-hez hasonló teljesítményú, 25-ször olcsóbb és sokkal kisebb fogyasztású, CMOS-t használó NVAX. A MIPS R6000 számítógépek is ECL-t használtak. Egyes ilyen számítógépek ECL kapucsoportokat használtak.

## Megvalósítás

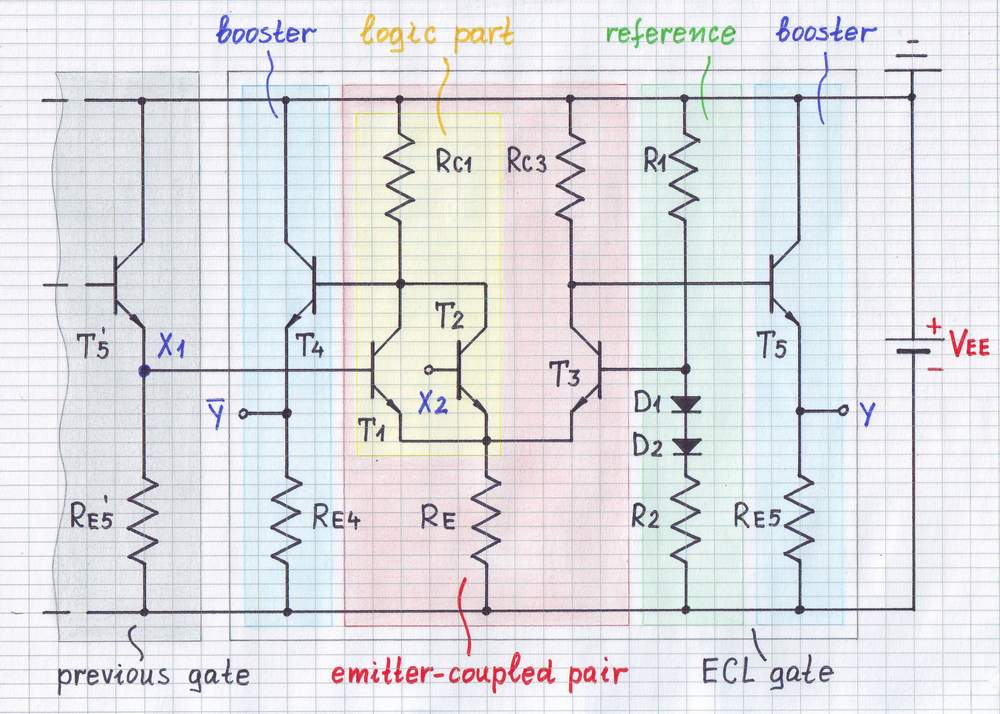
Általános ECL-áramköri rajz. E rajzban a T5′ tranzisztor egy korábbi ECL kapu kimenete, mely egy VAGY/NOR kapu bemeneti T1 tranzisztorának jelez, melynek másik bemenete T2, kimenetei Y és. További képek illusztrálják az áramkör működését a feszültségcsökkenés és a topológia vizualizálásával: alacsony bemeneti feszültség (logikai 0), átmenet és magas bemeneti feszültség (logikai 1) esetén.

Az ECL kibocsátókapcsolt páron alapul, mely az ábrán vörössel van színezve. A bal oldali tag (sárga) két NOR logikájú párhuzamosan kapcsolt bemeneti tranzisztorból (T1, T2) áll. A jobb oldali T3 tranzisztor alapfeszültségét feszültségforrás (világoszöld) rögzíti, mely feszültségelosztó diódás hőkompenzációval (R1, R2, D1, D2) és adott esetben pufferelő kibocsátókövetővel (a képen nem szerepel). Így a kibocsátó feszültségei viszonylag állandók, ezért az RE kibocsátó-ellenállás szinte áramforrásként működik. Az RC1 és RC3 gyűjtő-töltő ellenállások kimeneti feszültségei eltolódnak és a T4 és T5 követők pufferelik az invertáló és nem invertáló kimenetek felé. Az RE4 és RE5 kimeneti kibocsátó-ellenállások nem minden ECL-változatban szerepelnek. Egyes esetekben a bemeneti tranzisztorok és a –2 V közti 50 Ω-os vezetékvégi ellenállások kibocsátó-ellenállásokként működnek.

## Működés
Itt a T2 bemenet használatlansága mellett a T1-re alkalmazott feszültség esetén lévő működés szerepel.
Az átmenet alatt az áramkör magja – a kibocsátókapcsolt pár (T1 és T3) egyvégű bemenetű differenciálerősítőként működik. Az RE áramforrás a két vég közt áthaladó áramot beállítja. A bemeneti feszültség irányítja a tranzisztorokon áthaladó áramot a két vég közt megosztva, melyek mindegyikét egy oldalra vezet, ha nincs közel az átváltási ponthoz. A nyereség nagyobb a szélső állapotok köztinél, és az áramkör gyorsan vált.
Alacsony (logikai 0) vagy magas bemeneti feszültség (logikai 1) a differenciálerősítő túlmegy. A T1 vagy T3 tranzisztor nem kap áramot, a másik aktív lineáris területen van, kibocsátódegenerációs közös kibocsátóként funkcionálva, mely minden áramot elvesz, a másik tranzisztortól elvéve az áramot.
Az aktív tranzisztorra viszonylag magas RE kibocsátó-ellenállás hat, jelentős negatív visszacsatolás (kibocsátó-degeneráció) okozva. Az aktív tranzisztor telítése ellen, mely révén a telítést visszaállító diffúziós idő nem része a logikai késleltetésnek, a kibocsátó- és gyűjtőellenállások úgy vannak megválasztva, hogy maximális bemeneti feszültség mellett némi feszültség marad a tranzisztorban. A maradékos nyereség kicsi {\displaystyle (K={R_{C} \over R_{E}}<1)}. Az áramkör a bemeneti feszültség változásaira nem érzékeny, a tranzisztor az aktív lineáris régióban marad. A bemeneti ellenállás a negatív visszacsatolás miatt magas. Az elzárt tranzisztor a be- és kimenet közti kapcsolatot megszakítja, így feszültsége nem változtat a kimeneti feszültségen. A bemeneti feszültség magas, mivel a kibocsátóval a kapcsolat megszakadt.

## Jellemzők
A terjedési idő a kibocsátókapcsolt logika esetén kisebb lehet 1 ns-nál, beleértve az IC-re és IC-ről érkező jel késleltetését. Az ECL volt az egyik leggyorsabb logikai család.
Sugárvédelem: Míg az egyszerű áramkörök 100 Gy sugárzás után is működőképesek lehetnek, számos ECL eszköz 100 000 Gy után is működőképes.

## Áramforrások és logikai szintek
Az ECL áramkörök általában negatív áramforrással (melyek pozitív vége földelt) működnek. Más logikák esetén az áramforrás negatív vége van csatolva. Ennek célja főképp a zaj befolyásának csökkentése. Az ECL érzékenyebb a VCC-n a zajra, és viszonylag ellenáll neki a VEE-n. Mivel a földelés feszültségének kell a legstabilabbnak lenni, az ECL-t pozitív földelésűnek mondják. Ha e kapcsolatban az áramforrás feszültsége változik, a gyűjtőellenállások feszültségcsökkenései is kissé megváltoznak. Mivel a gyűjtőellenállások földelve vannak, a kimeneti feszültségek kismértékben vagy egyáltalán nem változnak. Ha az áramforrás negatív vége van földelve, a gyűjtőellenállások a pozitív részhez vannak csatlakoztatva. Ez esetben az R1–R2 feszültségelosztó a feszültségváltozásokat bizonyos mértékben kompenzálja. A pozitív ellenállásnak másik hátránya, hogy a kimeneti feszültségek kissé eltérnek (±0,4 V) a háttérfeszültséggel (+3,9 V) szemben. A negatív áramforrás további oka a kimeneti tranzisztorok kimenet és földelés közti rövidzárlatának megakadályozása (de a kimenetek nem védettek a negatív résszel való rövidzárlat ellen).
Az áramforrás feszültsége úgy van megválasztva, hogy elég áram folyik a D1 és D2 kompenzáló diódákon át, és az RE közös kibocsátó-ellenállás feszültségcsökkenése megfelelő.
A piacon elérhető ECL áramkörök általában más logikákkal inkompatibilis logikai szintekkel működtek, így az ECL és más logikák, például TTL közti együttműködés köztes áramköröket igényelt. Az egymáshoz közeli magas és alacsony logikai szintek miatt alacsony volt a zajtűrés, mely gondot jelenthetett.
Legalább egy gyártó, az IBM létrehozott ECL áramköröket saját termékeiben. A piacon használttól jelentősen eltértek az áramforrások.

### PECL
A pozitív kibocsátókapcsolt logika, más néven pszeudo-ECL (PECL) az ECL 5,2 V-os negatív áramforrás helyett 5 V-os pozitív áramforrást használó változata. Az alacsony feszültségű pozitív kibocsátókapcsolt logika (LVPECL) ennek optimalizált változata, 3,3 V-os forrással 5 V-os helyett. A PECL és az LVPECL differenciáljeles rendszerek, és főképp nagy sebességű és óraelosztásos áramkörökben használták.
Minden ECL eszköz PECL eszközként is működhet.
Logikai szintek:
| Type   | Vee | Vlow  | Vhigh | Vcc   | Vcm   |
| ------ | --- | ----- | ----- | ----- | ----- |
| PECL   | GND | 3,4 V | 4,2 V | 5,0 V |       |
| LVPECL | GND | 1,6 V | 2,4 V | 3,3 V | 2,0 V |

A Vcm az általános mód feszültségtartománya.

## Fordítás
Ez a szócikk részben vagy egészben  az   Emitter-coupled logic című angol Wikipédia-szócikk ezen változatának fordításán alapul.  Az eredeti cikk szerkesztőit annak laptörténete sorolja fel. Ez a jelzés csupán a megfogalmazás eredetét és a szerzői jogokat jelzi, nem szolgál a cikkben szereplő információk forrásmegjelöléseként.